# Ordo Socialis (Verein)
Ordo Socialis – Wissenschaftliche Vereinigung zur Förderung der Christlichen Gesellschaftslehre e.V. ist ein deutscher Verein mit Sitz in Köln. Ordo socialis ist der lateinische Ausdruck für Soziale Ordnung, der in den 1930er Jahren von dem katholischen Priester Carl Sonnenschein (1876–1929) geprägt wurde.

## Verein
Der Verein wurde 1985 als selbstständige Organisation aus dem Bund Katholischer Unternehmer (BKU) heraus gegründet. Er trägt vor allem im Bereich der Wirtschaftsethik zur internationalen Diskussion christlicher Positionen in Kirche und Gesellschaft bei. Der Verein beschreibt sein Profil mit drei Adjektiven: christlich, sozial und weltweit. „Christlich“ kennzeichnet den Willen zu ökumenischer Offenheit der katholischen Vereinigung. Der Begriff „Gesellschaftslehre“ ist ein Indikator für die Orientierung an der päpstlichen und bischöflichen Soziallehre. Ordo Socialis bietet zur Erfüllung seiner Aufgabenstellung Texte in vielen Sprachen von einem internationalen Autorenkreis an.
Ordo Socialis ist weltweit tätig. Dafür ist die Mitarbeit und Unterstützung von Fachleuten aus vielen Ländern erforderlich. Der Austausch von Erkenntnissen und Meinungen ist wesentlich für einen weltweiten Dialog. Um diese Aufgabe erfüllen zu können, wurde ein Wissenschaftlicher Beirat geschaffen. Aufgabe der Mitglieder ist es, geeignete Themen und Texte aus ihren Ländern für die Übersetzung und Veröffentlichung vorzuschlagen und ihren Rat in den Dialog einzubringen. In regelmäßigen Abständen wird eine internationale Konferenz durchgeführt. Dem Beirat unter dem Sprecher Markus Vogt gehören 40 Fachleute aus vier Kontinenten an.

## Ordo-Socialis-Preis
2013 wurde der Ordo-Socialis-Preis gestiftet. Mit ihm werden Persönlichkeiten ausgezeichnet, die sich durch ihr Wirken für die Verbreitung und Verwirklichung wichtiger Themen der Christlichen Soziallehre einsetzen. Der Preis besteht aus einer Medaille und einer Urkunde und wird alle zwei Jahre in einer öffentlichen Veranstaltung übergeben. Bisherige Preisträger sind die folgenden Persönlichkeiten:
- 2013: Paul Kirchhof, Deutschland.
- 2015: Oscar Andrés Kardinal Rodríguez Maradiaga, Honduras.
- 2023: Karl-Josef Laumann[1]